# Temel Karamollaoğlu
Temel Karamollaoğlu (né en 1941 à Kahramanmaraş) est un ingénieur et homme politique turc, dirigeant du Parti de la félicité et ancien maire de Sivas.
Islamiste, il a été élu député de Sivas à deux reprises :
- de 1977 à 1980 ;
- et de 1996 à 2002.

Il est candidat à l'élection présidentielle turque de 2018. Il figure parmi les six candidats du scrutin qui se déroule le 24 juin 2018. Il se classe à l'avant-dernière place avec 0,89 % des voix, loin derrière le vainqueur, le président sortant Recep Tayyip Erdoğan.